# Florian Krüger
Florian Krüger (Staßfurt, 13 febbraio 1999) è un calciatore tedesco, attaccante del Saarbrücken in prestito dal Beerschot VA.

## Caratteristiche tecniche
È un centravanti.

## Carriera

### Club
Cresciuto nella squadra locale del SV 09 Staßfurt, dal 2011 al 2015 ha giocato nelle giovanili del Magdeburgo prima di passare allo Schalke 04 che lo ha aggregato alla propria formazione Under-19. Nella stagione 2017-2018 si è messo in mostra segnando 17 reti in 24 incontri e nell'estate seguente è stato acquistato a titolo definitivo dall'Erzgebirge Aue.
Il 24 novembre 2018 ha debuttato fra i professionisti giocando da titolare l'incontro di 2. Bundesliga perso 2-1 contro il Bochum mentre il 18 dicembre seguente ha trovato il primo gol aprendo le marcature della trasferta vinta 5-0 contro il Greuther Fürth.
Il 23 giugno del 2021 passa all'Arminia Bielefeld, per un milione di euro. 
Il 6 settembre 2024 viene acquistato dal Beerschot VA.

### Nazionale
Nel settembre del 2020 ha ricevuto la prima convocazione da parte della nazionale under-21 tedesca in vista delle qualificazioni per il campionato europeo del 2021.

## Statistiche
Statistiche aggiornate al 23 giugno 2021.

### Presenze e reti nei club
| Stagione                 | Squadra                  | Campionato               | Campionato | Campionato | Coppe nazionali | Coppe nazionali | Coppe nazionali | Coppe continentali | Coppe continentali | Coppe continentali | Altre coppe | Altre coppe | Altre coppe | Totale | Totale | Totale |
| Stagione                 | Squadra                  | Comp                     | Pres       | Reti       | Comp            | Pres            | Reti            | Comp               | Pres               | Reti               | Comp        | Pres        | Reti        | Pres   | Reti   |        |
| ------------------------ | ------------------------ | ------------------------ | ---------- | ---------- | --------------- | --------------- | --------------- | ------------------ | ------------------ | ------------------ | ----------- | ----------- | ----------- | ------ | ------ | ------ |
| 2018-2019                | Erzgebirge Aue           | 2L                       | 16         | 2          | CG              | 0               | 0               |                    | -                  | -                  |             | -           | -           | 16     | 2      |        |
| 2019-2020                | Erzgebirge Aue           | 2L                       | 32         | 7          | CG              | 2               | 1               |                    | -                  | -                  |             | -           | -           | 34     | 8      |        |
| 2020-2021                | Erzgebirge Aue           | 2L                       | 34         | 11         | CG              | 1               | 0               |                    | -                  | -                  |             | -           | -           | 35     | 11     |        |
| Totale Erzgebirge Aue    | Totale Erzgebirge Aue    | Totale Erzgebirge Aue    | 82         | 20         |                 | 3               | 1               |                    | -                  | -                  |             | -           | -           | 85     | 21     |        |
| 2021-2022                | Arminia Bielefeld        | BL                       | 27         | 1          | CG              | 2               | 0               |                    | -                  | -                  |             | -           | -           | 29     | 1      |        |
| ago. 2022                | Arminia Bielefeld        | 2L                       | 4          | 0          | CG              | 1               | 0               |                    | -                  | -                  |             | -           | -           | 5      | 0      |        |
| Totale Arminia Bielefeld | Totale Arminia Bielefeld | Totale Arminia Bielefeld | 31         | 1          |                 | 3               | 0               |                    | -                  | -                  |             | -           | -           | 34     | 1      |        |
| set. 2022-2023           | Groningen                | ED                       | 22         | 4          | CO              | 1               | 0               |                    | -                  | -                  |             | -           | -           | 23     | 4      |        |
| Totale carriera          | Totale carriera          | Totale carriera          | 135        | 25         |                 | 7               | 1               |                    | -                  | -                  |             | -           | -           | 132    | 26     |        |

### Cronologia presenze e reti in nazionale
| Cronologia completa delle presenze e delle reti in nazionale ― Germania under 21 | Cronologia completa delle presenze e delle reti in nazionale ― Germania under 21 | Cronologia completa delle presenze e delle reti in nazionale ― Germania under 21 | Cronologia completa delle presenze e delle reti in nazionale ― Germania under 21 | Cronologia completa delle presenze e delle reti in nazionale ― Germania under 21 | Cronologia completa delle presenze e delle reti in nazionale ― Germania under 21 | Cronologia completa delle presenze e delle reti in nazionale ― Germania under 21 | Cronologia completa delle presenze e delle reti in nazionale ― Germania under 21 |
| Data                                                                             | Città                                                                            | In casa                                                                          | Risultato                                                                        | Ospiti                                                                           | Competizione                                                                     | Reti                                                                             | Note                                                                             |
| -------------------------------------------------------------------------------- | -------------------------------------------------------------------------------- | -------------------------------------------------------------------------------- | -------------------------------------------------------------------------------- | -------------------------------------------------------------------------------- | -------------------------------------------------------------------------------- | -------------------------------------------------------------------------------- | -------------------------------------------------------------------------------- |
| 3-9-2020                                                                         | Wiesbaden                                                                        | Germania under 21                                                                | 4 – 1                                                                            | Moldavia under 21                                                                | Qual. Europeo Under-21 2021                                                      | 1                                                                                | 78’                                                                              |
| 8-9-2020                                                                         | Lovanio                                                                          | Belgio under 21                                                                  | 4 – 1                                                                            | Germania under 21                                                                | Qual. Europeo Under-21 2021                                                      | -                                                                                | 72’                                                                              |
| 9-10-2020                                                                        | Chișinău                                                                         | Moldavia under 21                                                                | 0 – 5                                                                            | Germania under 21                                                                | Qual. Europeo Under-21 2021                                                      | -                                                                                | 64’                                                                              |
| 13-10-2020                                                                       | Fürth                                                                            | Germania under 21                                                                | 1 – 0                                                                            | Bosnia ed Erzegovina under 21                                                    | Qual. Europeo Under-21 2021                                                      | -                                                                                | 77’                                                                              |
| 12-11-2020                                                                       | Braunschweig                                                                     | Germania under 21                                                                | 1 – 1                                                                            | Slovenia under 21                                                                | Amichevole                                                                       | -                                                                                | 63’                                                                              |
| 24-3-2021                                                                        | Székesfehérvár                                                                   | Ungheria under 21                                                                | 0 – 3                                                                            | Germania under 21                                                                | Europeo Under-21 2021 - 1º turno                                                 | -                                                                                | 67’                                                                              |
| Totale                                                                           |                                                                                  | Presenze                                                                         | 6                                                                                |                                                                                  | Reti                                                                             | 1                                                                                |                                                                                  |

## Palmarès
- Campionato d'Europa Under-21: 1

Ungheria/Slovenia 2021